# 粗短軸孔珊瑚
粗短軸孔珊瑚（学名：Acropora lutkeni）为軸孔珊瑚科軸孔珊瑚屬下的一个种。